# Limnophila carteri
Limnophila carteri là một loài ruồi trong họ Limoniidae. Chúng phân bố ở miền Australasia.